# Ulisses Sales
Ulisses Roberto Cornazzani Sales (São Paulo, 24 de abril de 1977) é advogado e político brasileiro. Foi deputado estadual e  vereador de São Carlos no estado de São Paulo.

## Carreira política
Em 2008 começou como vereador de São Carlos pelo PMDB, foi eleito suplente de deputado estadual em 2010 pelo DEM e em 2014, novamente eleito suplente a deputado estadual, agora pelo PSD.

### Desempenho em eleições
| Ano  | Eleição   | Coligação     | Partido | Candidato a       | Votos  | Resultado          |
| ---- | --------- | ------------- | ------- | ----------------- | ------ | ------------------ |
| 2008 | Municipal | com coligação | DEM     | Vereador          | -----  | Eleito             |
| 2010 | Nacional  | sem coligação | DEM     | Deputado Estadual | 25.100 | Suplente empossado |
| 2014 | Nacional  | com coligação | PSD     | Deputado Estadual | 32.829 | Suplente           |